# Hercynit
Hercynit (Ferrospinel) – minerał z gromady tlenków, należy do grupy spineli. Tlenek żelaza i glinu o wzorze chemicznym FeAl2O4. Należy do minerałów rzadkich.
Nazwa pochodzi od nazwy pasma górskiego Hercynidów, gdzie minerał ten został znaleziony.

## Charakterystyka

### Właściwości
Krystalizuje w układzie regularnym. Bardzo rzadko tworzy kryształy izometryczne, o postaci ośmiościanu. Występuje w skupieniach zbitych i ziarnistych, także jako pojedyncze, nieforemne ziarna. Jest kruchy, przeświecający, niemal czarny o szklistym połysku. Odznacza się prawie niezauważalną łupliwością i nierównym przełamem. Tworzy kryształy mieszane z galaxytem. W płomieniu dmuchawki staje się ceglastoczerwony. W jego skład wchodzą jony żelaza na +2 stopniu utlenienia, aczkolwiek praktycznie zawsze w strukturze obecne są także jony Fe3+, które stabilizują jego strukturę.  

### Występowanie
Występuje w skałach metamorficznych regionalnych (granulity) i kontaktowych (złożach szmerglu i hornfelsy). Najczęściej współwystępuje z silimanitem, andaluzytem, granatami, korundem, magnetytem, chromitem, spinelem, hematytem. Spotykany jest także w skałach magmowych jak gabra i bazalty oraz w okruchowych (piaski i żwiry). 
Miejsca występowania:
- Na świecie: Włochy – Veltlin, Czechy – Pobeżovice, Niemcy – Schenkenzell, Szwecja – Routivare, Szwajcaria, USA – stan Nowy Jork, Madagaskar, Rosja, Indie[2][1].

- W Polsce: sporadycznie spotykany w hornfelsach, bazaltach i aluwiach rzecznych Dolnego Śląska[2].

## Zastosowanie
- wykorzystywany do celów naukowych,
- ceniony[przez kogo?] kamień kolekcjonerski,
- czasami wykorzystywany do wyrobu galanterii ozdobnej,
- materiał ogniotrwały.